# 星家なこ
星家 なこ（ほしいえ なこ、1983年1月6日 - ）は、日本のライトノベル作家。
『ヒトカケラ』で第3回MF文庫Jライトノベル新人賞佳作を受賞。

## 作品リスト
- ヒトカケラ（MF文庫J、イラスト：藤原々々）
- フレンズ×ナイフ（MF文庫J、イラスト：後藤なお、SHO）
- 蒼月のイリス（MF文庫J、イラスト：平つくね）
- ヒメカミ（MF文庫J、イラスト：やすゆき）

1. 緋焔の吸血姫（レイブラッド）
2. 月狂いの獅子
3. 最期の紅の名

- 妹が魔女で困ってます。（MF文庫J、イラスト：なちゅらるとん）